# 纳纳克瓦达
纳纳克瓦达（Nanakvada），是印度古吉拉特邦Valsad县的一个城镇。总人口8339（2001年）。

## 人口
该地2001年总人口8339人，其中男性4264人，女性4075人；0—6岁人口711人，其中男368人，女343人；识字率83.91%，其中男性为87.31%，女性为80.34%。